# Kaskade
Kaskade, né Ryan Raddon le 25 février 1971 à Chicago, est un producteur et disc jockey américain, puisant son inspiration à San Francisco, Salt Lake City, ou encore à New York. Il se classe à plusieurs reprises dans le classement des DJ internationaux établi par DJ Mag atteignant initialement la 36e place en 2010. Ses œuvres se situent le plus souvent dans le domaine de la deep house et du lounge avec des sons électroniques épurés. Il a fait des associations avec deadmau5.

## Biographie
Ryan Raddon est né en 1972 à Chicago. Il s'installa à Northbrook et étudie à la Glenbrook North High School. Il est le frère de l'entrepreneur et producteur de film Rich Raddon (en). Il étudie à la Brigham Young University de Provo, dans l'Utah, entre 1989 et 1990, et s'exerce en parallèle au DJing dans sa chambre d'étudiant,. À 19 ans, Raddon est envoyé en mission pour l'Église de Jésus-Christ des saints des derniers jours au Japon. Après sa mission, en 1992, il emménage à Salt Lake City et étudie à l'Université de l'Utah dans lequel il sera diplômé en communication,.

## Carrière
Kaskade reprend son nom de l'image d'une chute d'eau qu'il aperçoit dans un ouvrage sur la nature, et change l'appellation. Initialement, ses fans citent souvent à tort qu'il s'est inspiré de Cascade Range à Washington. Il fait paraître son premier single What I Say en 2001. Steppin' Out, extrait de son album In The Moment, est le premier single de Kaskade à atteindre la cinquième place du top 10 de Billboard, et la sixième du classement Dance Radio Airplay. La quatrième single de l'album, Everything, atteint la première place du classement Dance Club Play.
Le quatrième album solo de Kaskade, Love Mysterious, est publié en septembre 2006. Le premier single de l'album, Be Still, atteint la quatrième place du Hot Dance Club Play. Le single se compose de la voix de Sunsun, et de remixes de Jay-J et Robbie Rivera. Fin 2006, Kaskade quitte le label Om Records et signe avec Ultra Records. Kaskade travaillera également avec le musicien deadmau5 pour quelques chansons au label Strobelite Seduction, comme le premier single (publié sous format EP) Move for Me. Le single atteint la première position du Hot Dance Airplay, le 6 septembre 2008.
En 2010, son single Dynasty atteint une nouvelle première place au Hot Dance Airplay.
En mars 2012, Kaskade participe à l'Ultra Music Festival de Miami. En avril 2012, Kaskade participe à une tournée de deux semaines avec Radiohead au Coachella Valley Music Festival. En juin 2012, il devient l'une des têtes d'affiche à l'Electric Daisy Carnival de Las Vegas. Ce même mois, il lance la tournée promotionnelle Freaks of Nature pour son album Fire and Ice.
En décembre 2013, Kaskade est nommé pour deux Grammy Awards. En 2014, Kaskade est listé comme le huitième DJ le mieux payé au monde selon le magazine Forbes, avec 17 millions $.

## Discographie

### Albums studio
| It's You, It's Me                                       | - Sortie : 18 mars 2003 - Label : Om Records - Formats: CD, téléchargement               | —   | —  | —  | —  | —  |
| In the Moment                                           | - Sortie : 18 mai 2004 - Label : Om Records - Formats : CD, téléchargement               | —   | —  | —  | —  | —  |
| The Calm                                                | - Sortie : 30 mars 2006 - Label : Om Records - Formats : téléchargement                  | —   | —  | —  | —  | —  |
| Here and Now                                            | - Sortie : 9 mai 2006 - Label : Om Records - Formats : CD, téléchargement                | —   | —  | —  | —  | —  |
| Love Mysterious                                         | - Sortie : 26 septembre 2006 - Label: Ultra Records - Formats: CD, téléchargement        | —   | 18 | —  | —  | —  |
| Strobelite Seduction                                    | - Sortie : 20 mai 2008 - Label : Ultra Records - Formats : CD, téléchargement            | —   | 7  | —  | 36 | 12 |
| Dynasty                                                 | - Sortie : 11 mai 2010 - Label : Ultra Records - Formats : CD, téléchargement            | 104 | 4  | 13 | 17 | 1  |
| Dance.Love                                              | - Sortie : 2010 - Label: Ultra Records - Formats: CD, téléchargement                     | 175 | 4  | —  | —  | 7  |
| Fire and Ice                                            | - Sortie : 22 octobre 2011 - Label: Ultra Records - Formats: CD, téléchargement          | 17  | 1  | 6  | 3  | —  |
| Atmosphere                                              | - Sortie : 10 septembre 2013 - Label: Ultra Records - Formats: CD, téléchargement        | 16  | 1  | 7  | 2  | —  |
| Automatic                                               | - Sortie : 25 septembre 2015 - Label: Warner Bros. Records - Formats: CD, téléchargement | 25  | 2  | 11 | —  | —  |
| Kaskade Christmas                                       | - Sortie : 24 novembre 2017 - Label: Arkade - Formats: CD, téléchargement                | —   | 8  | —  | —  | —  |
| « — » montre que l'album n'est pas classé dans ce pays. |                                                                                          |     |    |    |    |    |

Liste des pistes

### Singles
- What I Say (2001)
- Gonna Make It (2001)
- I Feel Like (2002)
- True (2004)
- Keep On (2004)
- Steppin Out" (2004)
- Soundtrack to the Soul (2004)
- The Gift (2004)
- To Do (2004)
- Sweet Love (2004)
- Everything (2005)
- Safe (2005)
- 4AM (2005)
- Be Still (2006)
- Stars Align (2006)
- In This Life (2007)
- Sorry (Dirty South Remix) (2007)
- Sometimes (2007)
- Move for Me (avec Deadmau5) (2008)
- Angel on My Shoulder (2008)
- Step One Two (2008)
- I Remember (avec Deadmau5) (2009)
- Eyes (2011)
- Turn It Down (Feat. Rebecca & Fiona) (2011)
- Lick It (with Skrillex) (2012)
- Llove (2012)
- Raining (avec Adam K Ft. sunsun) (2010)
- Last Chance (avec Project 46) (2013)
- Ain't Gotta Lie (featuring deCarl) (2014)
- Redux EP (2014)
- Summer Nights (avec The Brocks) (2014)
- A Little More (avec John Dahlback featuring Sansa) (2014)
- Never Sleep Alone (featuring Tess Comrie) (2015)
- Mercy (avec Galantis) (2015)
- We Don't Stop (2015)
- Disarm You (featuring Ilsey) (2015)
- Mercy (avec Galantis) [Sortie le 25 septembre sur Arcade]